# Ischnocoris flavipes
Ischnocoris flavipes ist eine Wanze aus der Familie der Rhyparochromidae. Das Art-Epitheton flavipes kommt aus dem Lateinischen und bedeutet „gelbfüßig“.

## Merkmale
Die Wanzen sind etwa 3,0 Millimeter lang. Der Kopf, die vordere Hälfte des Pronotums sowie das Scutellum sind schwarz gefärbt. Die hintere Hälfte des Pronotums weist ein feines Fleckenmuster aus hellbraunen, weißen und schwarzen Flecken auf. An den Seiten des Kopfes ragen die relativ großen dunklen Facettenaugen hervor. Die Fühler sind überwiegend bräunlich gefärbt. Lediglich das Endglied und die Basis des ersten Fühlergliedes sind verdunkelt. Die Beine sind bräunlich gefärbt. Nahe dem apikalen Ende des Cuneus befindet sich ein größerer schwarzer Fleck. Die Membran ist trüb.

## Verbreitung
Ischnocoris flavipes ist eine von sieben Arten der Gattung Ischnocoris. Sie kommt in Südeuropa vor. Ihr Verbreitungsgebiet reicht von der Iberischen Halbinsel über Südfrankreich, Italien und Kroatien bis auf den Balkan (Griechenland und Bulgarien).

## Lebensweise
Man findet die Wanzen u. a. an Hohlblocksteinwänden. Die Tiere bewegen sich flink über den Boden. Die Vertreter der Gattung Ischnocoris sind Imaginalüberwinterer. Die Art bildet gewöhnlich eine Generation im Jahr aus. Die ausgewachsenen Wanzen der neuen Generation erscheinen im Frühsommer.